# AstroTurf

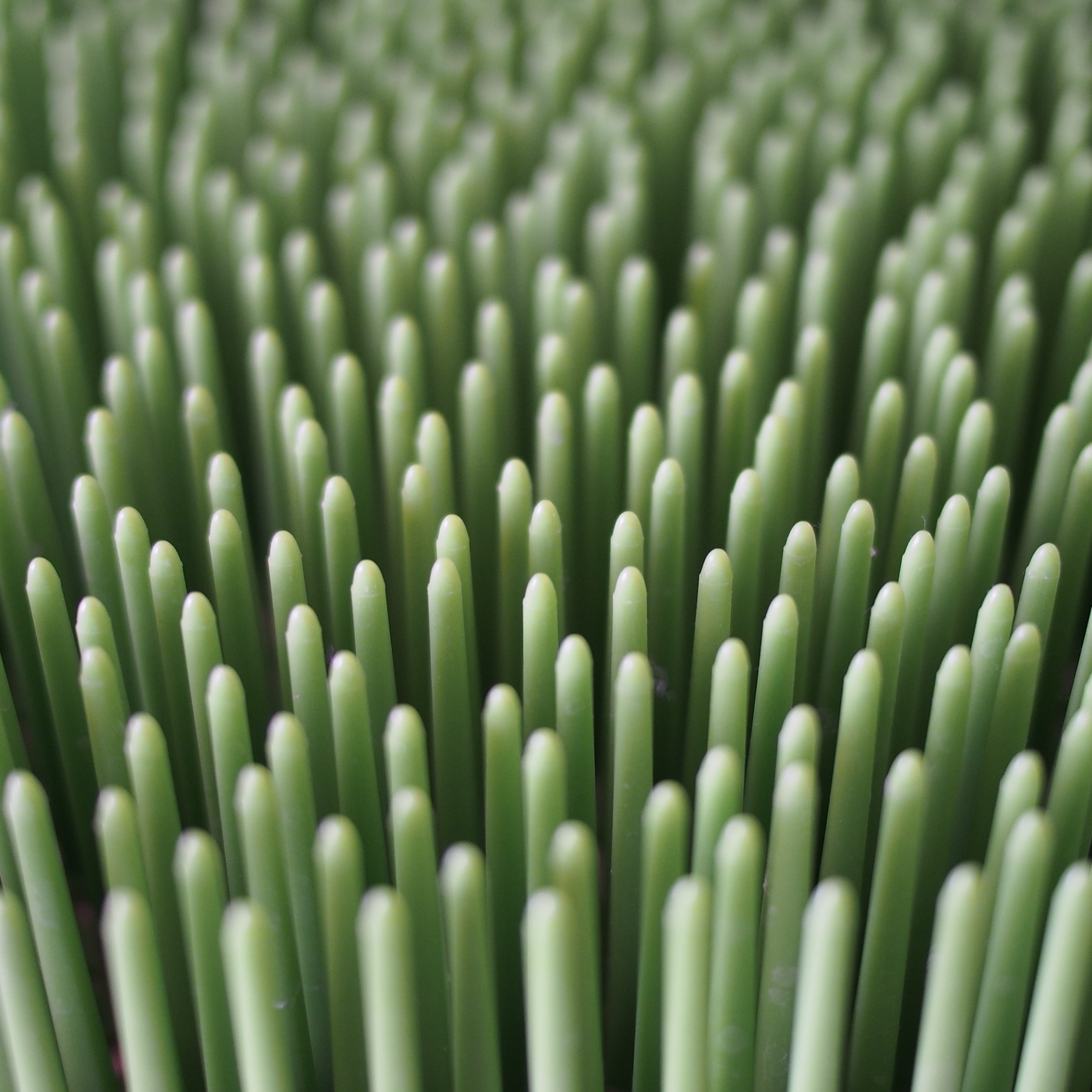
Nahaufnahme von AstroTurf

AstroTurf ist der aus den Vereinigten Staaten von Amerika stammende Markenname eines Kunstrasens für Sportflächen. Hauptgrund für die Verwendung AstroTurfs ist eine Reduzierung der Pflegekosten gegenüber Naturrasen. Davon abgeleitet ist der Begriff Astroturfing.

## Geschichte

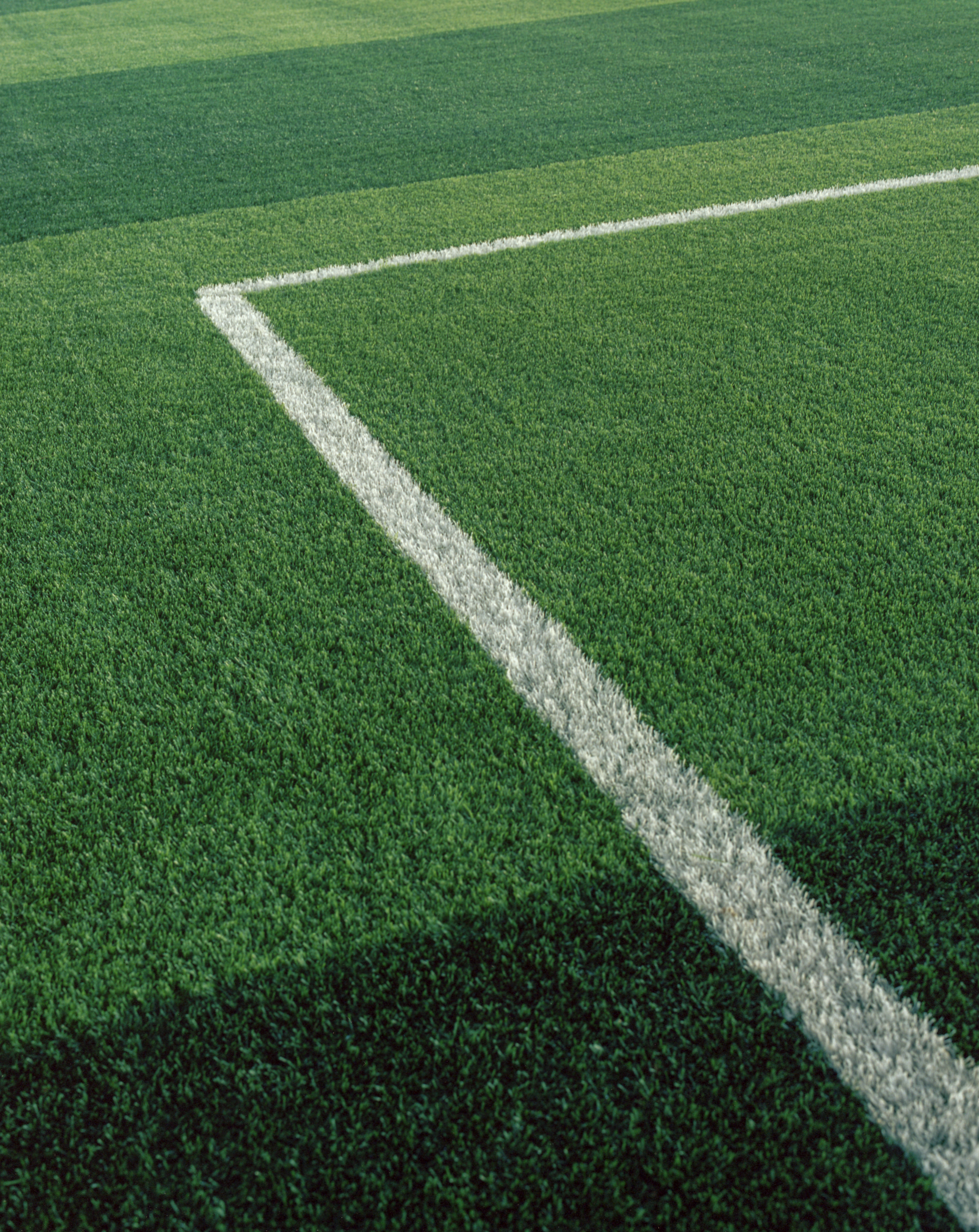
AstroTurf in einem Sportstadion

Das ursprüngliche AstroTurf Markenprodukt wurde 1965 von Donald L. Elbert, James M. Faria und Robert T. Wright erfunden und im gleichen Jahr patentiert. Es wurde bis 1966 unter dem Namen „ChemGrass“ (deutsch etwa „Chemie-Gras“) verkauft. 1966 wurde AstroTurf, als der neugebaute Astrodome in Houston den Kunstrasen einsetzte, auch zum ersten Mal öffentlichkeitswirksam verwendet. In den folgenden Jahren wurde das Produkt fortlaufend weiterentwickelt, unter anderem um die Bodenhaftung des Rasens zu verbessern.
1987 vereinigte der damalige Eigentümer Monsanto alle Zweige seiner AstroTurf-Abteilung nach Dalton im US-Bundesstaat Georgia unter dem Namen AstroTurf Industries Inc. Bis in die späten 90er-Jahre war AstroTurf Kunstrasen-Marktführer, musste jedoch mit ernsthafter Konkurrenz leben. Es folgten mehrere Übernahmen durch verschiedene Firmen. Seit 2016 gehört AstroTurf zur SportGroup Holding, die es von ihrem damaligen Besitzer Textile Management Associates, Inc. abgekauft hat.